# Trichacis quadriclava
Trichacis quadriclava är en stekelart som beskrevs av Szabó 1981. Trichacis quadriclava ingår i släktet Trichacis och familjen gallmyggesteklar. Inga underarter finns listade i Catalogue of Life.